# Pomorski fakultet u Rijeci
Pomorski fakultet u Rijeci (eng. Faculty of Maritime Studies Rijeka), je najstarija visokoškolska i znanstveno-istraživačka ustanova u pomorstvu kako na Sveučilištu u Rijeci, tako i u Republici Hrvatskoj.

## Povijest fakulteta
Pomorski fakultet u Rijeci nalazi korijene svog djelovanja još od 1866. godine kada je u Rijeci u zgradi riječke bolnice počela s radom austro-ugarska Vojno pomorska Akademija, koja je djelovala sve do 1914. godine, a od 1889. godine djeluje kao carsko-kraljevska Vojno pomorska Akademija (Marine Akademie). Početkom Prvog svjetskog rata Akademija prestaje s radom u Rijeci te se premješta u Beč. Valja istaći da su Vojnu pomorsku Akademiju u Rijeci završili hrvatski admiral Maximilian Njegovan (1858. – 1930.), a također i jedan od najpoznatijih časnika austro-ugarske mornarice i prvi zapovjednik mornarice Države Slovenaca, Hrvata i Srba, hrvatski admiral Janko Vuković Podkapelski (1871. – 1918.). Školovanje na Akademiji trajalo je četiri godine, a upisivali su je polaznici koji su imali maturu (obično gimnazija) iz čitave Austro-Ugarske Monarhije. Akademija je djelovala sve do 1914. godine kada prestaje s radom te postaje poljska bolnica, odnosno do 1918. godine kada nakon sloma Austro-Ugarskog carstva postaje glavna gradska bolnica.
Prekid u visokoškolskom obrazovanju u domeni pomorstva traje sve do 1949. godine, kada je 4. travnja 1949. godine uredbom Vlade FNRJ osnovana Viša pomorska škola u Rijeci koja kasnije prerasta u Fakultet i djeluje neprekidno do današnjih dana. Od svojih početaka Viša pomorska škola je prošla sljedeće razvojne faze:
- 1978. godine postaje Fakultet za pomorstvo i saobraćaj koji tako djeluje sve do 1998. godine kada se ustrojavaju dvije samostalne obrazovne ustanove, Visoka pomorska škola u Rijeci i Odjel za pomorstvo Sveučilišta u Rijeci;
- tijekom 2001. godine Ministarstvo znanosti i tehnologije Republike Hrvatske donijelo je odluku da se Odjel za pomorstvo Sveučilišta u Rijeci i Visoka pomorska škola u Rijeci integriraju u jedinstvenu ustanovu, Pomorski fakultet Sveučilišta u Rijeci, koji djeluje i radi do današnjih dana.

## Ustroj fakulteta
Zavodi:
- Zavod za brodsko strojarstvo i energetiku
- Zavod za elektrotehniku, automatiku i informatiku
- Zavod za logistiku i menadžment u pomorstvu i prometu
- Zavod za nautičke znanosti
- Zavod za tehnologiju i organizaciju u pomorstvu i prometu

Katedre:
- Katedra za društvene znanosti
- Katedra za prirodne znanosti
- Katedra za strane jezike

Stručne službe:
- Služba kadrovskih i općih poslova
- Računovodstvo
- Studentski ured
- Visokoškolska knjižnica
- Fakultetska knjižara
- Skriptarnica
- Informatički centar
- Centar za izobrazbu pomoraca
- Centar za sigurnost plovidbe

## Studijski programi
Preddiplomski studij
- Nautika i tehnologija pomorskog prometa
- Brodostrojarstvo
- Elektroničke i informatičke tehnologije u pomorstvu
- Logistika i menadžment u pomorstvu i prometu
- Tehnologija i organizacija prometa

Diplomski studij
- Nautika i tehnologija pomorskog prometa
- Brodostrojarstvo i tehnologija pomorskog prometa
- Elektroničke i informatičke tehnologije u pomorstvu
- Logistika i menadžment u pomorstvu i prometu
- Tehnologija i organizacija prometa

Poslijediplomski znanstveni doktorski studij „Pomorstvo“

Posebni program obrazovanja

## Radni prostor i oprema
Simulatori:

Simulatori plovidbe i manevriranja brodom, VTS simulatori, simulatori ukrcaja, iskrcaja i praćenja tereta tijekom putovanja za brodove različitih tehnologija, GMDSS simulatori, simulatori onečišćenja morskog okoliša, simulatori strojarnice i brodskih strojnih sustava.
Specijalizirane učionice:
- Nautička učionica (Nautical Lab)
- Informatičke učionice (Computer Lab)
- Jezični labaratoriji (Language Lab - PC & video)
- Učionica za rashladne uređaje (Reefer Lab)
- Učionica za krcanje tereta (Loadmaster)

## Studenti
Studenti Pomorskog fakulteta u Rijeci ravnopravni su članovi akademske zajednice koji sudjeluju u svim aktivnostima Fakulteta: učenju i nastavi, istraživanjima, unapređenju kvalitete i fakultetskom životu. Fakultet potiče razvoj inovacijskih kompetencija svojih studenata. Također potiče intenzivnije uključivanje studenata u onom dijelu odlučivanja u kojem se rješavaju njihova vitalna pitanja.

## ALUMNI PFRI
Udruga služi za povezivanje nekadašnjih studenata i izgradnju međusobnih odnosa povjerenja; uspostavljanje i održavanje veza između Pomorskog fakulteta Sveučilišta u Rijeci i njegovih studenata nakon završenog studija; promocija i zalaganje za djelatnosti Pomorskog fakulteta Sveučilišta u Rijeci kao institucije i kao članice Sveučilišta u Rijeci; poticanje i zalaganje za unapređivanje znanstvenih, stručnih i praktičnih aktivnosti članova ALUMNI PFRI; poticanje razvijanja suradnje između Pomorskog fakulteta Sveučilišta u Rijeci i privrednih subjekata te institucija u kojima rade nekadašnji studenti, magistranti i doktorandi PFRI; sudjelovanje u međunarodnoj znanstvenoj, istraživačkoj i stručnoj razmjeni i suradnji, te uspostavljanje kontakata s drugim ALUMNI udrugama u zemlji i inozemstvu; zalaganje za očuvanje tradicije i promicanje ugleda Pomorskog fakulteta Sveučilišta u Rijeci u Republici Hrvatskoj i u svijetu; skrb za razvitak i napredak Pomorskog fakulteta Sveučilišta u Rijeci; poticanje i zalaganje za uspostavu veza i suradnje Pomorskog fakulteta Sveučilišta u Rijeci i sličnih obrazovnih, razvojnih i istraživačkih institucija u Republici Hrvatskoj i u svijetu; podupiranje nastavnog, znanstvenog i stručnog rada na Pomorskom fakultetu Sveučilišta u Rijeci; rad na stvaranju uvjeta za razvoj i napredak Pomorskog fakulteta u Rijeci.

## Vanjske poveznice
- Mrežne stranice - Pomorski fakultet u Rijeci
- Pomorski fakultet u Rijeci Hrvatska tehnička enciklopedija, portal hrvatske tehničke baštine. LZMK